# Epimedium pubescens
Epimedium pubescens là một loài thực vật có hoa trong họ Hoàng mộc. Loài này được Maxim. mô tả khoa học đầu tiên năm 1877.

## Hình ảnh

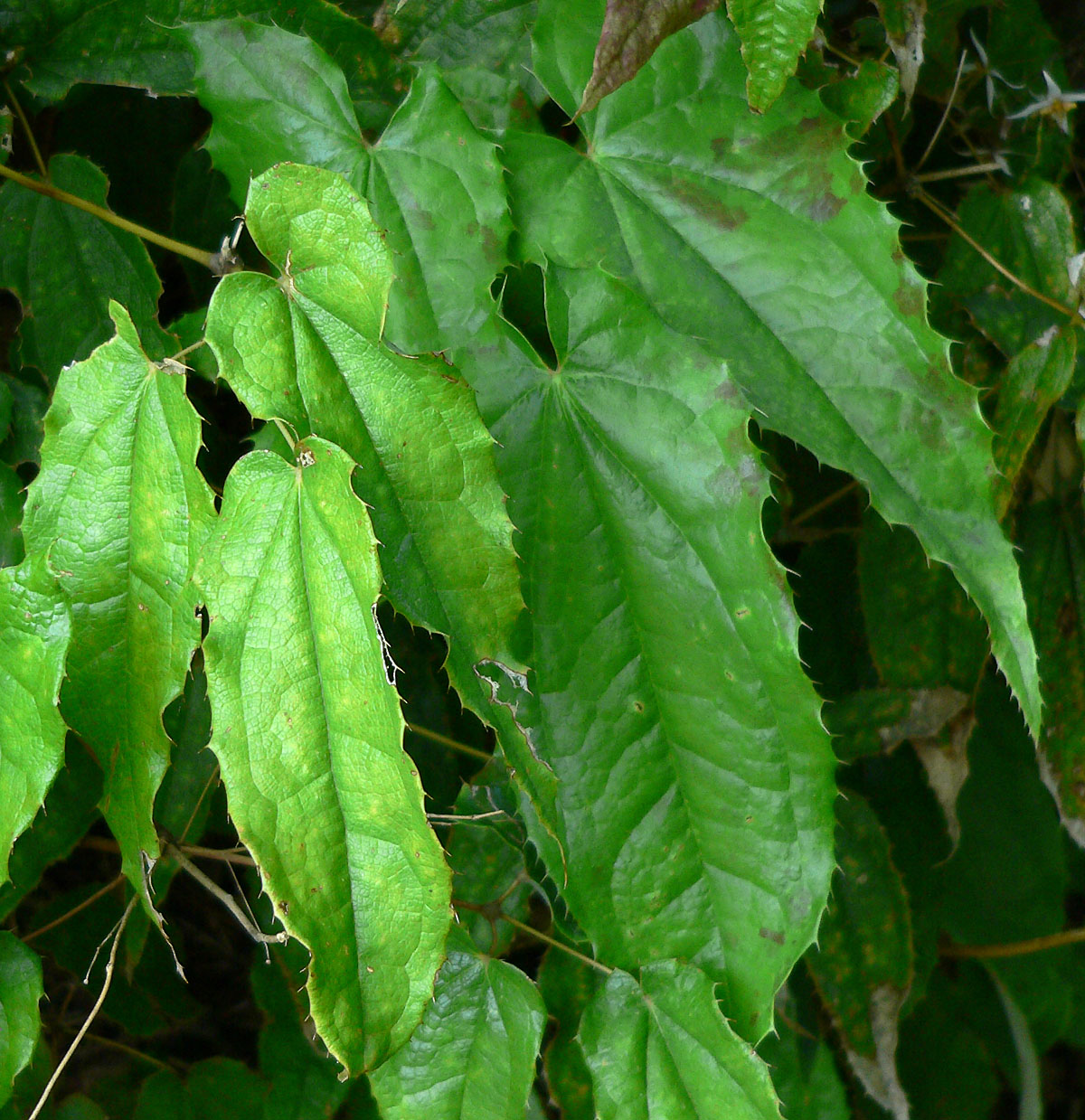
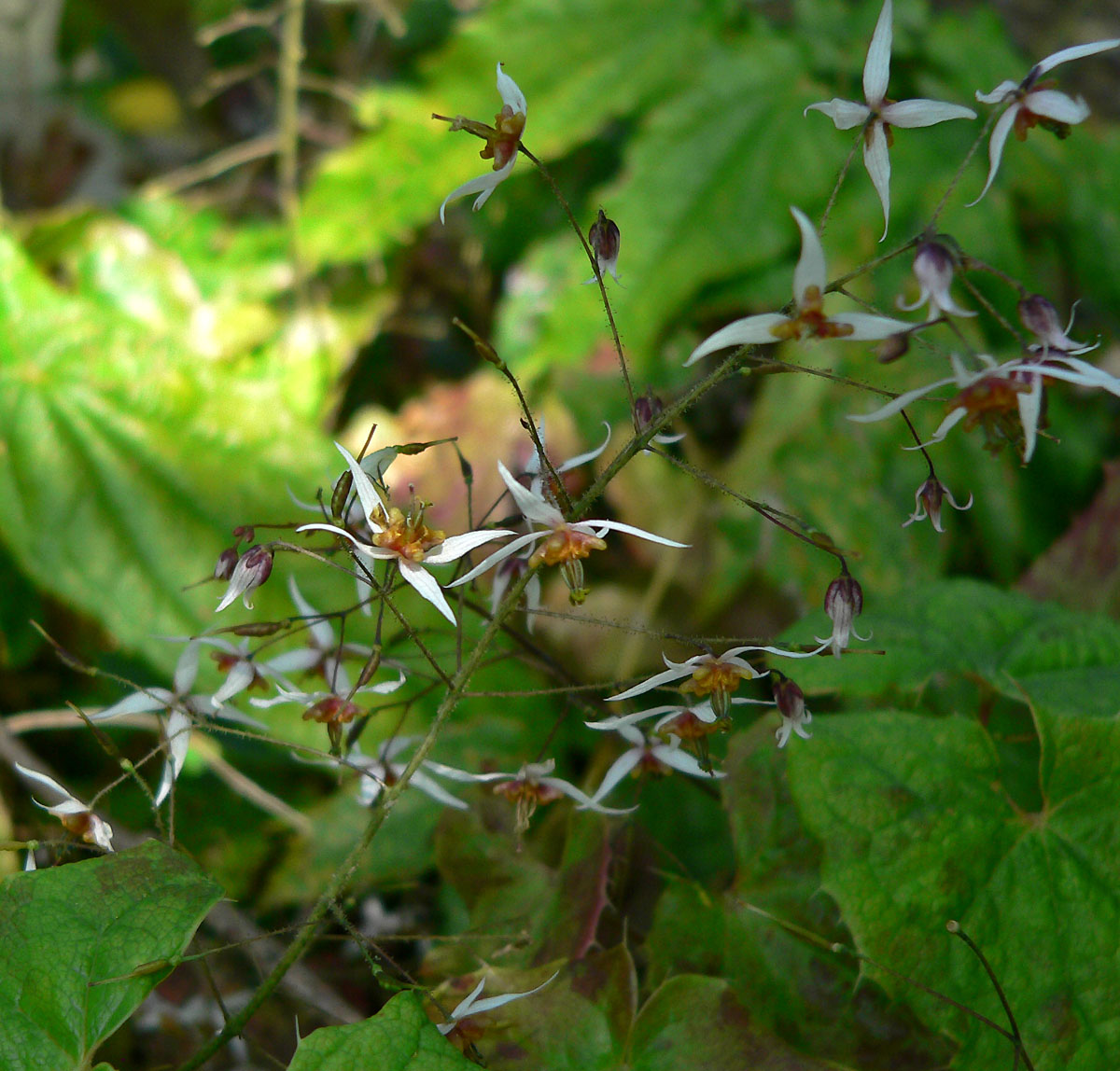
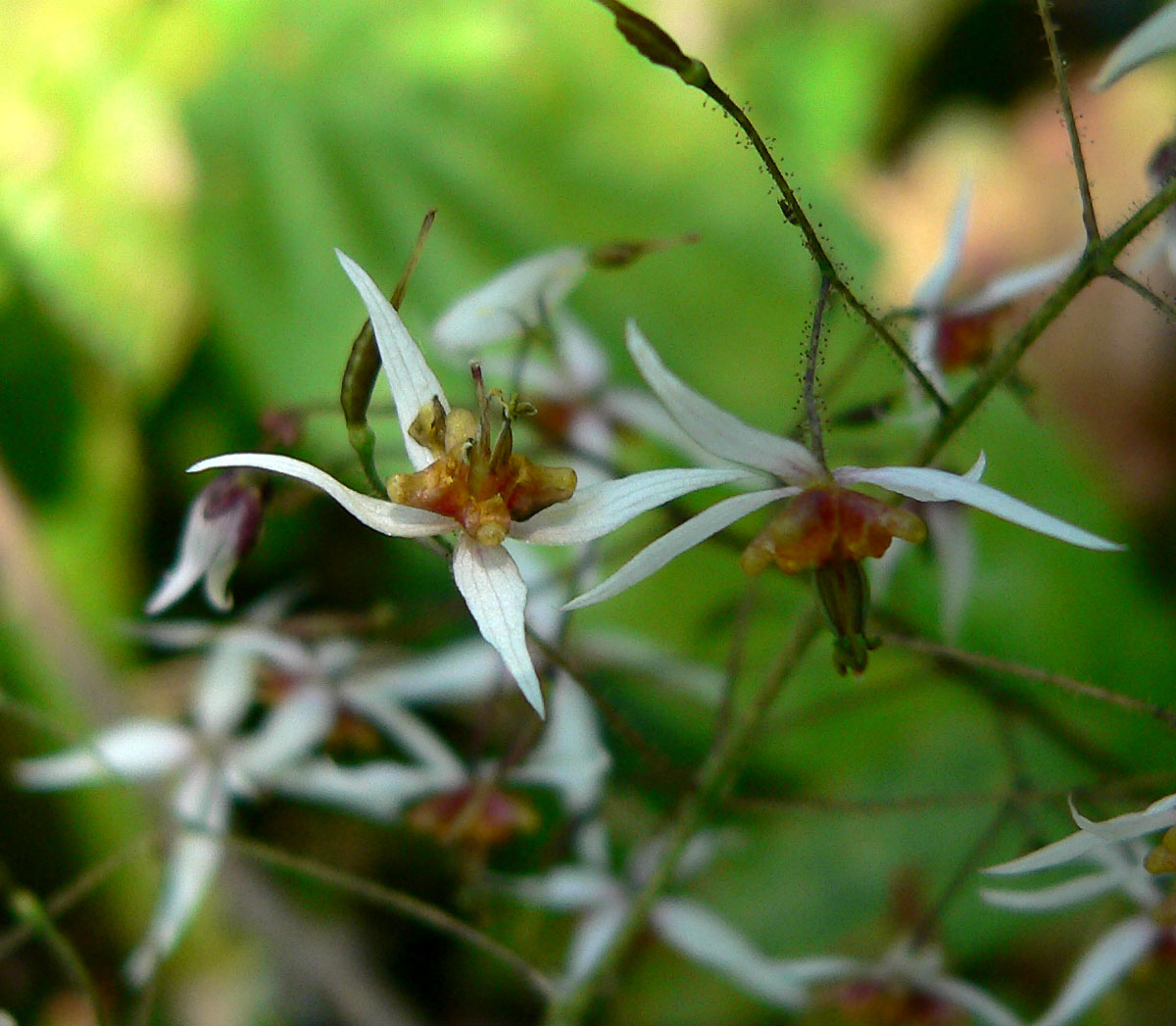